# Oscnodo
In geometria si definisce oscnodo di una curva algebrica di ordine n un punto in cui la curva ha due parabole cubiche osculatrici. A seconda del caso in cui tali parabole cubiche osculatrici sono reali e distinte o immaginarie coniugate, l'ocsodo si dirà reale o isolato.